# Mariana Percovich
Mariana Percovich (Montevideo, 1º dicembre 1963) è una drammaturga, scrittrice e regista teatrale uruguaiana.

## Biografia
Nata nel 1963 a Montevideo, ha trascorso i primi quattro anni della sua vita a Barcellona, dove la famiglia si era trasferita alla ricerca di migliori opportunità economiche. Si è avvicinata al teatro fin dall'infanzia, grazie all'influenza dei genitori. In particolare il padre, musicista e direttore d'orchestra in gioventù, le ha insegnato ad amare gli spazi e la storia architettonica della città.
Nel 1987 ha ottenuto l'abilitazione per l'insegnamento, dopo gli studi presso l'Instituto de Profesores Artigas (IPA) di Montevideo. Prima di iniziare la carriera teatrale ha lavorato come giornalista in diversi media, fra cui CX 30, El Espectador, La Hora Popular, Brecha e il settimanale Búsqueda, dove ha ricoperto l'incarico di redattrice della sezione cultura, e come insegnante di lettere in diversi scuole teatrali; per più di dieci anni presso l'Università Cattolica dell'Uruguay tenne la cattedra di Arti dello Spettacolo.

### Gli inizi
Il suo primo contatto con la regia teatrale è stato nel 1982, quando aveva 19 anni, come assistente del regista Carlos Aguilera nelle prove della commedia Ya nadie recuerda a Frederick Chopin. È cresciuta professionalmente anche seguendo il lavoro dei registi Héctor Manuel Vidal, Jorge Curi e Eduardo Schinca.

### Te casarás en América(1996)
Il suo debutto è avvenuto nel 1996 con lo spettacolo Te casarás en América, vincitore del Premio del Instituto Internacional del Teatro (ITI), messo in scena nella sinagoga ungherese di Montevideo e incentrato sul tema dell'emigrazione europea - per motivi economici o politici - verso i paesi del continente americano (Uruguay, Argentina, Brasile, Stati Uniti).
Nello stesso anno ha presentato, nella stazione ferroviaria di Colón, Destino de dos cosas o de tres, di Rafael Spregelburd; nel 1997 Juego de damas crueles, con il quale ha vinto due premi Florencio, e l'anno successivo Extraviada (1998). Fin dall'inizio la caratteristica del suo teatro è stata la sperimentazione di spazi non convenzionali - "fare teatro fuori dal teatro" - e la ricerca di un nuovo rapporto con il pubblico.

### Formazione in Europa
Definita dalla stampa nazionale la "rivelazione teatrale degli anni Novanta", grazie ad una borsa di studio ha continuato la sua formazione come regista e drammaturga in Europa, al Royal Court Theatre di Londra, dove ha avuto come insegnanti Steven Berkoff e Stephen Daldry. Nel maggio 2008 ha presentato a Parigi (Théâtre Ouvert) la sua opera Extraviada, una tragedia montevideana con la regia di Jeanne Champagne.

### 2004-2020
Nel 2004 ha iniziato il suo primo mandato come direttrice della Scuola Municipale di Arte Drammatica (EMAD), durato fino al 2007. Successivamente è stata Coordinatrice delle Arti dello Spettacolo del Ministero dell'Istruzione e della Cultura dell'Uruguay, dove ha lavorato sotto la direzione del poeta e saggista Hugo Achugar, Direttore Nazionale della Cultura.
Ha diretto la Comedia Nacional e condotto come regista numerosi spettacoli con compagnie indipendenti e cast stranieri (Atentados, Proyecto Feria, Las Mil y una noches, Bodas de Sangre, Cuartito Azul, Las descentradas).
Nel 2007 Percovich è entrata a far parte della compagnia Complot con il drammaturgo e regista teatrale Gabriel Calderón, il coreografo Martín Inthamoussú e l'attore e regista teatrale Ramiro Perdomo. La sua prima produzione con la nuova compagnia è stata Una lluvia irlandesa, dell'autore maiorchino Josep Pere-Peyró.
Nel 2012 ha ripreso la direzione dell'EMAD (Scuola Municipale di Arte Drammatica), dove il suo nuovo progetto ha riguardato la riforma del curriculum della scuola. È rimasta in carica fino al 2015.
Da luglio 2015 al 2020 ha sospeso il suo lavoro artistico per svolgere l'incarico di Direttrice della Cultura del Comune di Montevideo. Durante questo periodo ha scoperto di avere un tumore al seno, che l'ha portata ad andare anticipatamente in pensione.
Nel 2021, dopo sei anni di assenza dalle scene, ha realizzato un nuovo spettacolo, María de Buenos Aires, l'opera-tango scritta da Horacio Ferrer e messa in musica da Astor Piazzolla.

### Vita privata
Percovich, attivista LGBT e dichiaratamente lesbica, si è sposata nel 2017 con la sua compagna Carolina Varela.

## Stile

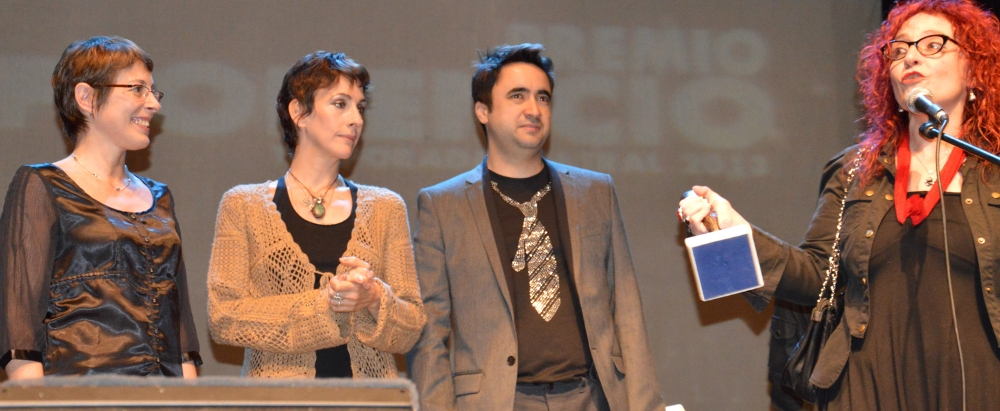
Mariana Percovich (a destra)

Lo stile registico di Percovich è connotato da una permanente investigazione della relazione tra spazio scenico e pubblico, che l'ha portata ad allestire le sue opere sia in sale convenzionali che in luoghi insoliti, come edifici pubblici o storici, bar, mercati e stazioni ferroviarie. Ha ricevuto ispirazione per tale ricerca da un'opera teatrale del regista brasiliano Antônio Araújo, cui Percovich aveva assistito negli anni Novanta, El libro de Job, messa in scena nei corridoi e nelle scale dell'ospedale abbandonato San Juan de Dios di San Paolo, in Brasile.
Questa forma di rappresentazione ha connotato il suo primo lavoro, Te casarás en América del 1995, presentato alla sinagoga ungherese di Montevideo, ed è proseguita nelle sue opere, Destino de dos cosas o de tres (1996), realizzata alla stazione dei treni di Colón, Juego de damas crueles (1997) nella scuderia del Museo Blanes, Cenizas en mi corazón (1999) nella sala da ballo dell'Hotel Cervantes, El errante de Nod (2002), nell'edificio del Jockey Club, Pentesilea (2011) in un Istituto Superiore di Educazione Fisica.
Un altro motivo affrontato nella sua produzione è quello delle rappresentazioni e degli stereotipi di genere. Con la sua "trilogia greca" iniziata con Yocasta, e proseguita con Medea (2009) e Clitemnestra, (2012), si è proposta di esplorare il punto di vista femminile in tragedie originariamente prodotte da uomini, riscrivendo alcuni classici greci dal punto di vista femminista, e più in generale, dando voce alle donne nella sua creazione.
In Pentesilea (2011), tratto dalla tragedia di Heinrich von Kleist e centrato sullo scontro tra l'esercito guidato da Achille e quello femminile guidato da Pentesilea, regina delle Amazzoni, Percovich ha diviso il pubblico in maniera netta, separando gli uomini dalle donne, per coinvolgere gli spettatori nella costruzione della finzione e della "rappresentazione", per sollecitare la loro partecipazione.
Percovich si è ispirata al suo collega Ricardo Bartís per definire il suo modo di vedere il lavoro della recitazione e trasmetterlo così agli attori che lavorano con lei:
(Mariana Percovich, marzo 2018)

## Teatro
- Te casarás en América, 1995
- Destino de dos cosas o de tres, 1996
- Juego de damas crueles, 1997
- Extraviada, 1998
- Alicia underground, 1998
- Cenizas en mi corazón, 1999
- Progetto feria, 2001
- El errante de Nod, 2002
- Yocasta, 2003
- Playa desierta, 2007
- For Export del Uruguay, 2008
- Medea del Olimar, 2009
- Chaika, 2009
- Cuartito Azul. Melodrama caleidoscópico y tanguero, 2010
- Pentesilea, 2011
- Clitemnestra, 2012
- Las Descentratas, 2013
- Proyecto Feria, 2013
- Algo de Ricardo, 2014
- Mucho de Ofelia, 2015
- María de Buenos Aires, 2021[4]

Juego de damas crueles (1997) è l’opera di Percovich più premiata: ha ricevuto due volte – come miglior spettacolo e migliore regia – il Premio Florencio, assegnato dall'Associazione critici teatrali dell'Uruguay.
Cenizas en mi corazón (1999), Extraviada (1998) e Yocasta (2003) sono stati pubblicati in Uruguay, Francia e Argentina in spagnolo, inglese e francese.
Proyecto Feria (2013) è un progetto di teatro di strada creato da Percovich in risposta a un invito del Mercosur International Festival di Córdoba, in Argentina, realizzato nei diversi mercati comunali della città. Il progetto ha rappresentato per lei il culmine di una ricerca durata sei anni, nella quale ha cercato di integrare l'arte con l'identità nazionale. Dopo la sua presentazione a Córdoba, il progetto è stato messo in scena a Montevideo un anno dopo.
Oltre alle presentazioni di Percovich a Montevideo, le sue opere sono state rappresentate anche a Santiago, Buenos Aires, Córdoba, São Paulo, Curitiba, Barcellona, Madrid, Londra e Nuevo León (Messico), tra le altre città. Come insegnante, ha sviluppato una carriera nazionale e internazionale nella regia e nella recitazione.

## Premi
Oltre al Premio Florencio, Percovich ha vinto il Premio International Theatre Institute (ITI) per Te casarás en América, il Premio Morosoli de Plata per Extraviada, i premi Iris, Molière, MEC e Gralha Azul.